# Пан Сатирус
«Пан Сатирус» (англ. «Pan Satyrus») — повесть американского писателя Ричарда Уормсера в стиле литературной пародии с элементами фантастики, опубликована в США в 1963 году. В СССР рецензентами была интерпретирована как острая сатира на изъяны политической жизни США и обличение американского милитаризма. Это излишне глубокое прочтение авторского замысла позволило в условиях «оттепели» пройти советскую цензуру и в 1966 году издать повесть в СССР: сначала в двух номерах журнала «Иностранная литература» в переводе Д. А. Жукова, а затем отдельной книгой в том же переводе.

## Название повести
Пан Сатирус (Pan Satyrus) — новое имя, которое сам себе выбирает шимпанзе Мем после того, как начал говорить по-человечески. В его собственном пояснении: 
Пан Сатирус — это видовое название чернолицых шимпанзе по-латыни. <…> Так было написано на металлической табличке, прикрепленной к клетке моей матери. Когда я был еще маленькой обезьянкой, я думал, что её так зовут.
 В современной классификации Обыкновенного шимпанзе имеется Черномордый шимпанзе (Pan troglodytes troglodytes), а не более изящное «чернолицый». А подвид Западноафриканских шимпанзе (Pan troglodytes verus) в старой классификации Шварца до 1934 года назывался Pan satyrus verus. Небольшая вольность с терминами и классификациями даёт автору повести звучное имя. Позднее это же используется, чтобы обыграть тему расовых проблем в США («чернолицесть» происхождения позволяет Пану Сатирусу персонально отнестись к проблемам негров в США).
Изначальное латинское название Pan satyrus было составлено Шварцем из имён божества Пана и лесных божеств сатиров. Для русскоязычного читателя «пан» перед именем обычно ассоциируется с омонимичной формой обращения, из-за чего название повести может приобрести непредусмотренный «польский колорит». По этой или иной причине первое журнальное издание 1966 года было названо с уточнением: «Пан Сатирус в космосе». В отдельном издании того же года от этого уточнения отказались, но вернулись к нему в переиздании 2001 года.

## Содержание
Шимпанзе Мем — одна из обезьян, используемых в космической программе США (отсылка к реальным событиям). Люди и не догадываются, что обезьяны — гораздо более высокая по сравнению с человеком ступень эволюции. Мем прекрасно понимает язык людей, но, как и прочие обезьяны, не видит никаких причин с ними общаться. Он сам научился писать и читать к двум годам, профессионально владеет азбукой Морзе, досконально изучил корабль «Мем-саиб», на котором его запускают в космос, и ненавидит свою кличку Мем, придуманную женой руководителя проекта.
На 13-м запуске Мема отправляют с блохой под скафандром и по орбите с запада на восток, так что весь полёт солнце светит ему прямо в глаза. Это переполняет чашу его терпения. Азбукой Морзе он извещает Землю о развороте на запад и ускоряет движение корабля. При этом он так меняет настройки, что корабль непостижимым образом движется со сверхсветовой скоростью. Как побочный эффект такого движения Мем обретает неодолимое желание общаться с людьми на их языке (он «регрессировал», по собственному определению). Общаться он и начинает с того момента, как корабль ВМС США «Кук» подбирает в океане его корабль, и с самого начала заявляет, что отныне его зовут Пан Сатирус.
Теперь Пан Сатирус — обладатель ценнейшей военной тайны, движения со сверхсветовой скоростью, которой тот вовсе не считает нужным делиться с примитивным родом людей. Он, тем не менее, обзаводится друзьями среди них: уорент-офицерами («мичманы» в русском переводе) из команды «Кука», это радист Бронстейн по прозвищу Счастливчик и минёр Бейтс по прозвищу Горилла. Их приключения на суше в противостоянии с военными и политикам высокого ранга составляют дальнейший сюжет повести.

## Критика
На обложке первого американского издания 1963 года стоит:

Уморительная научно-фантастическая пародия об одном шимпо в капсуле, что запустил разводным ключом (англ. monkey wrench, „обезьяний ключ“) в американскую космическую программу!
Оригинальный текст (англ.)
An hilarious science-fiction spoof concerning a capsulated chimp who threw a monkey wrench into America's space program!

Действительно, Ричард Уормсер берёт хорошо знакомые американскому читателю того времени реалии (программа «Меркурий» и шимпанзе Хэм) и выворачивает их наизнанку. Теперь обезьяна обладает знаниями и проводит исследования, отодвигая более примитивных людей на второй план. Это также даёт место приёму «остранения», оценке и анализу человеческих действий и социальных институтов со стороны мыслящего животного.
В СССР критиками было предложено гораздо более глубокое прочтение повести: как остросоциальной критики «американской политической системы и военно-промышленного комплекса», где обезьяна оказывается более человечна, чем сами люди. Позднее в статье «Смех и скорбь» переводчик повести Д. А. Жуков писал:

Человечны моряки, имеющие прозвища Горилла и Счастливчик и приставленные к Пану Сатирусу. Человечен и умён врач „шимпонавта“ Арам Бедоян. Бесчеловечен механизм системы, в колёса которой попадает Пан Сатирус.

Было ли это излишне глубоким прочтением текста, способом «успокоить» советскую цензуру или же правы советские, а не американские критики — окончательный выбор следует оставить за читателями повести. Во всяком случае именно такое прочтение позволило издать в 1966 повесть автора для pulp-журналов, полную специфичного военно-морского юмора («Чёрт возьми, пехота и та говорит… так почему бы не говорить шимпанзе?») и смелых даже для «оттепели» ситуаций и высказываний.